# فابيا إودوكيا
إودوكيا أو إدوكيا (حوالي 580 – 13 أغسطس 612)، سُميت تقليدياً فابيا، كانت امرأة بيزنطية، والتي أصبحت أول إمبراطورة زوجة لهرقل من 610 إلى وفاتها في 612. كانت ابنة روجاس، مالك أرض في إكسرخسية أفريقيا، وفقا ل تيوفان المعرف.

## روابط خارجية
- An article on Fabia Eudokia by Lynda Garland

| الألقاب الملكية | الألقاب الملكية                  | الألقاب الملكية         |
| --------------- | -------------------------------- | ----------------------- |
| سبقها Leontia   | زوجة الإمبراطور البيزنطي 610–612 | تبعها Martina (empress) |